# 德国体育一台
德国体育一台（德語：Sport1）是康斯坦丁媒体集团下属的一家电视台及互联网门户网站，创立于2010年4月11日，由原德国体育台（DSF）和第一体育网（sport1.de）合并而成。它每天不间断播出，通过卫星、有线电视和IPTV发送至超过3179万个家庭用户。其信号发送基站设于慕尼黑附近的伊斯马宁。